# Zelenáček šťovíkový
Zelenáček šťovíkový (Adscita statices) je drobný motýl, který patří do čeledi vřetenuškovitých. Jeho přední křídla jsou zbarvená kovově zeleně.

## Popis
Přední křídla zelenáčka jsou zelená s výrazným kovovým leskem, zadní křídla mají šedou barvu. Stejný zelený lesk můžeme pozorovat i na tykadlech. Ta jsou zakončena rovnou, na konci mírně zaoblenou špičkou. U větších samečků jsou tykadla hřebenovitá. Oproti tomu známé černo-červené vřetenušky mají na konci tykadel háčkovitě ohnutou špičku. Tělo je dlouhé 14 mm, rozpětí křídel 28 mm. V klidu skládá křídla nad tělem do mírně střechovitého tvaru. Hlava ani hruď nejsou nijak výrazné.

Tento motýlek není příliš nápadný. Právě ona zelená kovová barva ho velmi dobře a účinně chrání. Většinou ho tedy zpozorujeme, jen pokud je velmi blízko.

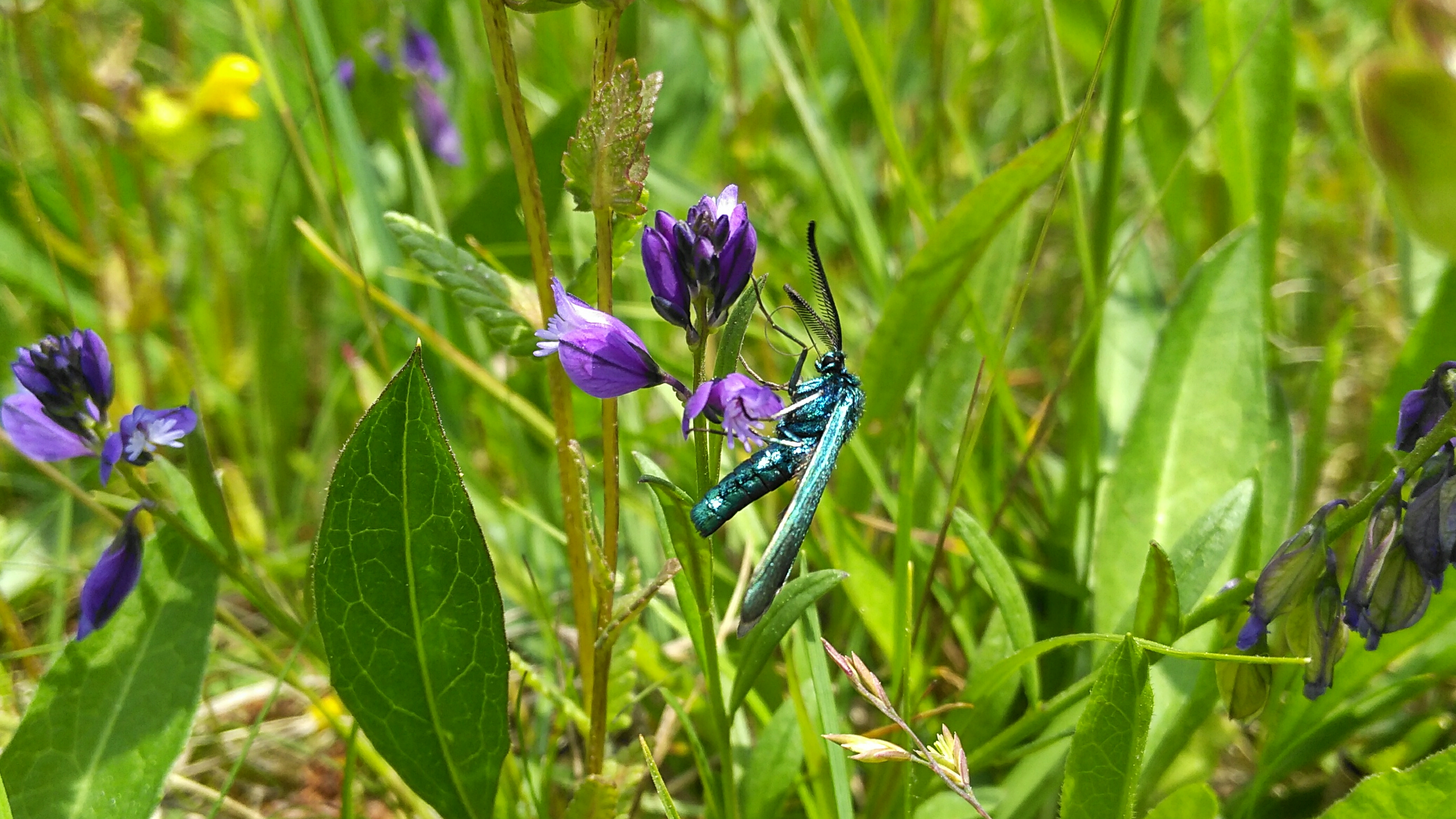

## Výskyt

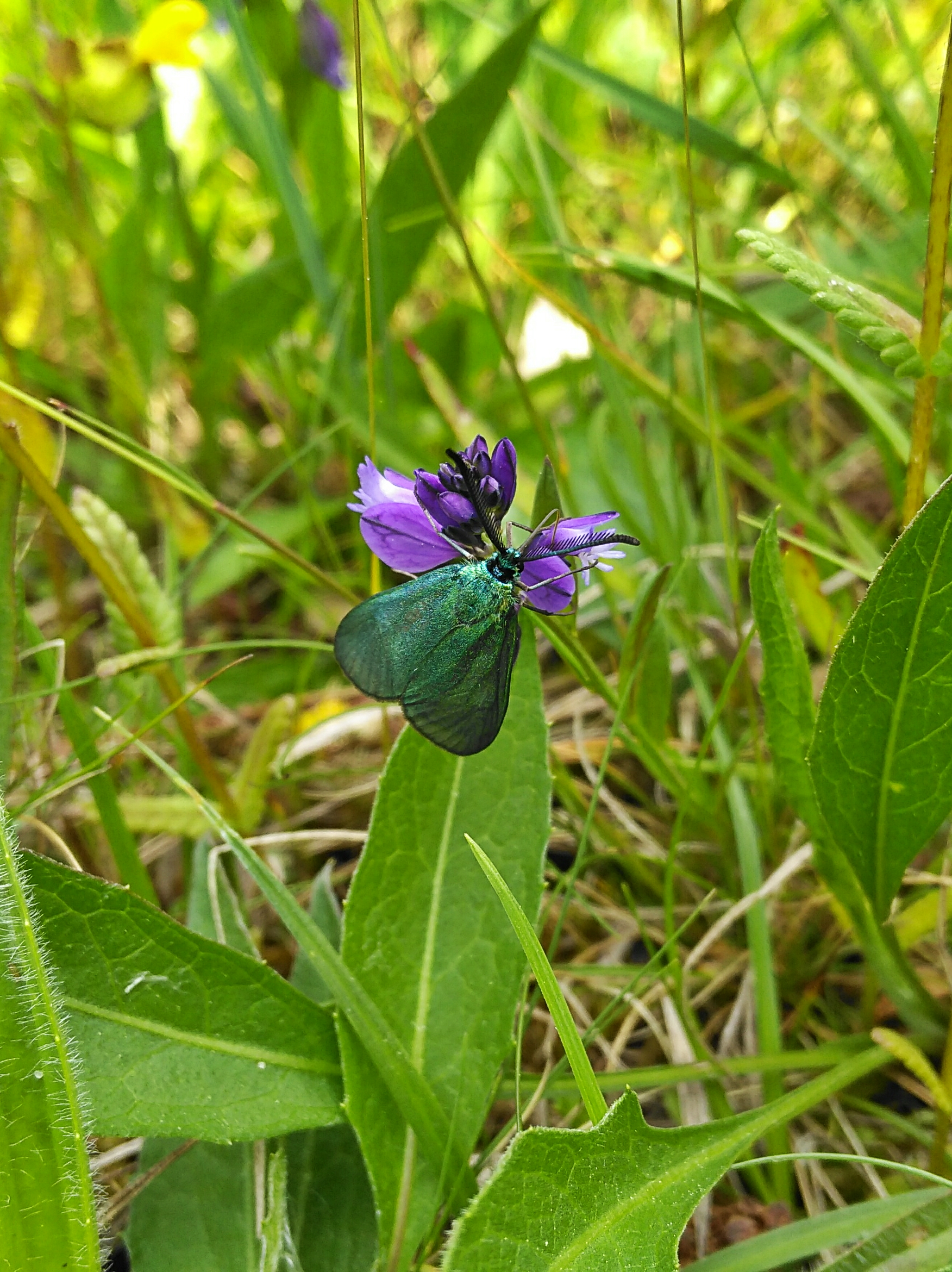

Je velmi rozšířený, můžeme se s ním setkat na lesních světlinách a vlhkých loukách. Někdy se také vyskytuje hojné množství jedinců na jednom místě. Usedají na chrastavce, kohoutky a jiné kvetoucí rostliny. Nemá v oblibě zastíněná místa. Jeho stanovištěm je celá Evropa. Tohoto motýlka můžeme pozorovat od května do srpna.

## Chování

### Způsob života
Zelenáček, stejně jako všechny ostatní příbuzné druhy, je aktivní ve dne a navštěvuje květy.

### Potrava
Hlavní složkou potravy housenek jsou všechny druhy šťovíku (odtud název).

### Rozmnožování
Na listy šťovíku klade samička shluky vajíček. Dospělé housenky přezimují. Na jaře se zakuklí do měkkého zámotku. Ročně dochází k vývinu jedné generace.